# استارگارت اشچچینسکی
استارگارت () (به لهستانی: Stargard Szczeciński) یکی از شهرهای شمال غربی لهستان است. این شهر در کرانهٔ رود آینا واقع شده و جمعیت آن در سال ۲۰۰۵ بالغ بر ۷۱٬۰۱۷ نفر بوده‌است.
استارگات مرکز شهرستان استارگارت بوده و از سال ۱۹۹۹ به بعد، به‌عنوان یکی از شهرهای استان پومرانی غربی به‌شمار می‌رود؛ پیش از این تاریخ و از سال ۱۹۷۵ تا سال ۱۹۹۸ نیز یکی از شهرهای استان شچچین محسوب می‌شده‌است.
استارگات به راه‌آهن سراسری لهستان متصل بوده و از همین طریق از سمت جنوب به شهرهای پوزنان و گدانسک از استان شچچین مرتبط می‌شود. همچنین یک خط فرعی راه‌آهن نیز این شهر را به پیرزیس متصل می‌کند.